# 키프로스 분쟁
키프로스 분쟁은 키프로스섬에서 그리스계 키프로스 주민(전체 주민의 78%)과 튀르키예계 키프로스 주민(전체 주민의 18%) 사이에 국가 권력을 둘러싸고 발생한 분쟁을 말한다. 1974년에 튀르키예 군대가 키프로스의 북부 지역을 점령한 이후에 남키프로스와 북키프로스로 분단되었는데, 이 상태가 현재까지 유지되고 있다.
1974년 그리스 군사 정권의 지원을 받은 그리스계 키프로스 민족주의자들이 키프로스 섬을 그리스에 병합하고자 쿠데타를 일으켰다. 이에 튀르키예는 키프로스를 침공하여 키프로스의 북쪽을 점령하였다. 이 사건으로 인해 수천명의 난민이 발생하였으며, 키프로스 섬 북부에 북키프로스 정부가 수립되어 남북이 분단되었다.
튀르키예는 북부에 튀르키예인이 많이 살고 있으므로 이들을 보호한다는 명목으로 침공하였으나 사실 튀르키예인은 키프로스 전역에 골고루 퍼져 살고 있었다. 하지만 튀르키예의 침공 이후 대부분의 튀르키예계 주민이 북키프로스로 이동하였다.
국제적으로 승인된 키프로스 유일의 합법정부인 키프로스 공화국은 법적으로 영국에 할당된 군사기지 지역을 제외한 키프로스 섬 전체 및 모든 해역에 대한 주권을 갖고 있으나, 사실상 북부의 북키프로스 튀르크 공화국과 분단되었고, 현재까지 이어오는 중이다.